# Zhang Hongtao
Dans ce nom chinois, le nom de famille, Zhang , précède le nom personnel.
Zhang Hongtao, ne le 9 avril 1986 à Shaanxi est un gymnaste chinois. Il a gagné la médaille d'or au cheval d'arçons lors des championnats du monde 2009.

## Palmarès

### Championnats du monde
- Melbourne 2005
  - 6e au cheval d'arçons

- Londres 2009
  -  médaille d'or au cheval d'arçons